# Bathymedon gorneri
Bathymedon gorneri är en kräftdjursart som beskrevs av Gurjanova 1951. Bathymedon gorneri ingår i släktet Bathymedon och familjen Oedicerotidae. Inga underarter finns listade i Catalogue of Life.